# دودة موريس

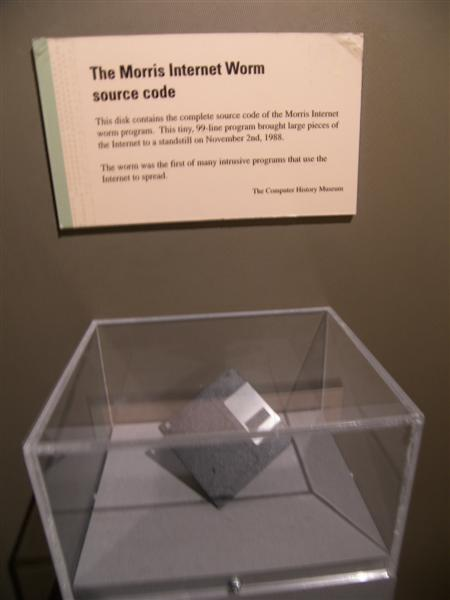
قرص يحتوي على الكود المصدري للدودة في متحف العلوم (بوسطن).

تعتبر دودة موريس أو روغ من أولى ديدان المعلومات التي انتشرت عبر الإنترنت. وقد أطلقت في 2 نوفمبر 1988، وسميت على اسم صانعها.
صممت بواسطة روبرت تابان موريس بدافع الفضول، حيث كانت مهمة دودة موريس هي معرفة حجم الإنترنت وذلك عن طريق معرفة عدد الأجهزة المتصلة بالإنترنت، وبالفعل أصابت دودة موريس 6000 جهاز من أصل 60,000 جهاز كان متصلا بالإنترنت وقتها، أي نحو 10% من إجمالى عدد الأجهزة المتصلة بالإنترنت، قام موريس بعد ذلك بتعديل الكود وجعل الدودة تنسخ نفسها بالقوة على الحاسب الآلي.
تسبب هذا الكود الجديد في انتشار الدودة انتشار النار في الهشيم وقامت بنسخ نفسها على الآف الكمبيوترات في عدد من الساعات. تسببت دودة موريس في تحرك عدد من فرق المبرمجين لكي يوقفوا الهجوم الفظيع، واستمرت عمليات الإصلاح عددا من الأيام لتسوية الوضع نسبيا. وقد وصل إجمالى الخسائر لما يقرب من نصف مليون دولار.
حكمت المحكمة على موريس بالمراقبة لمدة ثلاث سنوات و400 ساعة لخدمة المجتمع و10000 دولار غرامة، وكان موريس أول شخص يحاكم بموجب قانون الاحتيال الإلكترونى الأمريكى.